# Нью-Мадрид (Міссурі)
Нью-Мадрид (англ. New Madrid) — місто (англ. city) в США, в окрузі Нью-Мадрид штату Міссурі. Населення — 2787 осіб (2020).

## Географія
Нью-Мадрид розташований за координатами 36°35′8″ пн. ш. 89°33′10″ зх. д. / 36.58556° пн. ш. 89.55278° зх. д. (36.585674, -89.552713).  За даними Бюро перепису населення США в 2010 році місто мало площу 11,73 км², з яких 11,64 км² — суходіл та 0,09 км² — водойми.

### Клімат
| Клімат : Нью-Мадрид     | Клімат : Нью-Мадрид | Клімат : Нью-Мадрид | Клімат : Нью-Мадрид | Клімат : Нью-Мадрид | Клімат : Нью-Мадрид | Клімат : Нью-Мадрид | Клімат : Нью-Мадрид | Клімат : Нью-Мадрид | Клімат : Нью-Мадрид | Клімат : Нью-Мадрид | Клімат : Нью-Мадрид | Клімат : Нью-Мадрид | Клімат : Нью-Мадрид |
| Показник                | Січ.                | Лют.                | Бер.                | Квіт.               | Трав.               | Черв.               | Лип.                | Серп.               | Вер.                | Жовт.               | Лист.               | Груд.               | Рік                 |
| Абсолютний максимум, °C | 21,7                | 25,0                | 28,9                | 34,4                | 34,4                | 40,0                | 41,1                | 41,7                | 38,3                | 33,3                | 29,4                | 23,3                | 41,7                |
| Середній максимум, °C   | 5,3                 | 8,6                 | 14,2                | 20,3                | 25,6                | 30,5                | 32,8                | 31,9                | 28,1                | 22,1                | 14,1                | 7,8                 | 20,1                |
| Середній мінімум, °C    | −3,3                | −1,7                | 3,3                 | 8,9                 | 14,4                | 18,9                | 21,1                | 20,0                | 15,6                | 8,9                 | 3,9                 | −1,7                | 8,9                 |
| Абсолютний мінімум, °C  | −25,6               | −20                 | −13,3               | −3,9                | 1,7                 | 8,3                 | 11,1                | 5,6                 | 1,7                 | −3,9                | −11,1               | −23,9               | −25,6               |
| Норма опадів, мм        | 85                  | 94                  | 120                 | 133                 | 129                 | 107                 | 103                 | 67                  | 88                  | 93                  | 119                 | 119                 | 1257                |
| Днів з опадами          | 9,5                 | 8,1                 | 10,8                | 10,1                | 10,9                | 8,8                 | 8,2                 | 6,2                 | 7,1                 | 7,5                 | 9,4                 | 9,9                 | 106,5               |
| Днів зі снігом          | 1,4                 | 1,1                 | 0,3                 | 0,0                 | 0,0                 | 0,0                 | 0,0                 | 0,0                 | 0,0                 | 0,0                 | 0,0                 | 0,4                 | 3,2                 |
| ----------------------- | ------------------- | ------------------- | ------------------- | ------------------- | ------------------- | ------------------- | ------------------- | ------------------- | ------------------- | ------------------- | ------------------- | ------------------- | ------------------- |
| Джерело: NOAA           |                     |                     |                     |                     |                     |                     |                     |                     |                     |                     |                     |                     |                     |

## Демографія
Згідно з переписом 2010 року, у місті мешкало 3116 осіб у 1276 домогосподарствах у складі 809 родин. Густота населення становила 266 осіб/км².  Було 1424 помешкання (121/км²).
Расовий склад населення:
| - 72,3 % — білих - 25,5 % — чорних або афроамериканців - 0,3 % — азіатів - 0,2 % — корінних американців |

До двох чи більше рас належало 1,5 %. Частка іспаномовних становила 0,8 % від усіх жителів.
За віковим діапазоном населення розподілялося таким чином: 24,1 % — особи молодші 18 років, 59,8 % — особи у віці 18—64 років, 16,1 % — особи у віці 65 років та старші. Медіана віку мешканця становила 39,8 року. На 100 осіб жіночої статі у місті припадало 91,9 чоловіків;  на 100 жінок у віці від 18 років та старших — 90,0 чоловіків також старших 18 років.
Середній дохід на одне домашнє господарство  становив 63 610 доларів США (медіана — 41 250), а середній дохід на одну сім'ю — 71 098 доларів (медіана — 55 308). Медіана доходів становила 41 716 доларів для чоловіків та 32 344 долари для жінок. За межею бідності перебувало 20,5 % осіб, у тому числі 39,2 % дітей у віці до 18 років та 9,7 % осіб у віці 65 років та старших.
Цивільне працевлаштоване населення становило 1272 особи. Основні галузі зайнятості: освіта, охорона здоров'я та соціальна допомога — 35,8 %, оптова торгівля — 11,7 %, виробництво — 11,2 %.